# Pituffik
Pituffik är en ort på nordvästra delen av Grönland. Det är en övergiven by där numera Pituffik Space Base, tidigare benämnd Thule Air Base, är belägen. Pituffik, som inte ingår i någon kommun, ligger ca 130 km från Qaanaaq (Thule) i norra Grönland. Det gamla Thule låg i närheten i Dundas (på grönländska Uummannaq, ej att förväxla med den större orten Uummannaq), men 1953 tvångsförflyttades befolkningen till nuvarande Qaanaaq.